# A Flirt's Mistake
A Flirt's Mistake er en amerikansk stumfilm fra 1914 af George Nichols.

## Medvirkende
- Roscoe 'Fatty' Arbuckle
- Minta Durfee
- William Hauber
- Edgar Kennedy
- Virginia Kirtley